# Le Creuset
Le Creuset — французская компания, производящая сковороды, кастрюли, кокотницы и другую посуду из чугуна.

## История создания компании

### 1925—1935
В 1924 году на выставке в Брюсселе произошло знакомство двух промышленников: специалиста по литейному делу Армана Десагера (Armand Desaegher) и Октава Обека (Octave Aubecq) — мастера по производству эмалей.
Являясь энтузиастами своего дела, они решили создать совместную мануфактуру, и наладить производство эмалированной кухонной посуды из чугуна под торговой маркой Le Creuset.
В 1925 году компания уже выпустила первую продукцию, а её производство расположилось в местечке Френуа-ле-Гран на севере Франции. Место было выбрано не случайно, и являлось удобным пересечением транспортных путей для обеспечения производства всеми необходимыми материалами.

### 1935—1945
Le creuset постепенно расширяет ассортимент, и в целях продвижения продукции и расширения рынка сбыта, запускает рекламную кампанию на радио и в прессе.
С началом Второй мировой войны производство было приостановлено, поскольку его цеха оказались на территории, оккупированной немецкими войсками.

### 1945—1955
После окончания Второй мировой войны, в отличие от большинства своих конкурентов, Le Creuset сосредоточились на разработке и производстве ассортимента посуды из чугуна с собственным стилем. Многие идеи и решения воплощенные в жизнь в этот период, были новаторскими для своего времени. В частности, разработка ярких и жаропрочных эмалей.
В 1952 году компания начинает экспортировать выпускаемую продукцию как в европейские страны, так и в США.

### 1955—1965
Это десятилетие было ознаменовано ускорением в развитии производства.
В 1955 году заметным коммерческим успехом стало производство новой модели гриля Tostador оригинальной оранжево-жёлтой расцветки, отличавшегося своей формой от традиционных грилей тех лет.
В 1957 году Le Creuset укрепляет свои позиции на рынке, переманив у конкурентов ведущих сотрудников, разработавших модель кокотницы с крышкой, заполняемой водой.
В 1958 году в средствах массовой информации запускается широкомасштабная рекламная кампания новой модели Coquelle, разработанной для Le Creuset дизайнером Раймондом Лоуи (Raymond Loewy).
В 1962 году вдохновлённая растущей популярностью на зимние виды спорта, и в частности на горные лыжи, Le Creuset выпускает свой первый набор для приготовления фондю.
В 1963 году выходит в свет первое блюдо для приготовления барбекю.

### 1965—1975
В 1966 году проводится модернизация производства, и на отдельных участках полностью ручной труд заменяется полуавтоматическими машинами.
В 1970 году в компанию приходят специалисты-литейщики из Godin.
В 1972 году итальянский дизайнер Энцо Мари (Enzo Mari) по заказу Le creuset создаёт обновлённый дизайн традиционной кокотницы Мама с новой, более удобной и современной формой ручки.
В том же году общий объём производства выпускаемой продукции переваливает за отметку в 6000 тонн в год.

### 1975—1985
Компания расширила сбыт на рынки США, Австралии, Великобритании, Германии и многих других стран.
В 1980 году в США была проведена рекламная кампания под девизом: «Каждый хороший повар должен хоть немного знать по-французски: Le Creuset»…
В 1980—1981 годы представлена новая модель кокотницы Jam Pot. Эта многофункциональная модель по замыслу разработчиков должна была стать своеобразным символом здорового питания, побуждая людей готовить качественную пищу на пару.
С ростом популярности плит с керамическим покрытием, компания внедряет в производство новые технологии.

### 1985—1995
В 1985 году журнал Expansion в сотрудничестве с еженедельником Newsweek поместил Le Creuset в список 30 французских компаний, чья продукция является наиболее узнаваемой среди покупателей во всём мире.
В 1987 году выпускается новая линейка продукции Futura, разработанная в сотрудничестве с актёром и режиссёром Жаном Луи Барро.
В 1988 году компания переходит в руки её нынешнего президента и владельца Пола Ван Зуидэма (Paul Van Zuydam).
В это же время открываются филиалы компании в Великобритании (1988), в Японии (1991) и в Германии (1994).
В 1991 году Le Creuset покупает Hallen International Inc. — производителя винных аксессуаров, выпускающего продукцию под торговой маркой Screwpull.
В 1992 году вдохновлённая растущим во всём мире интересом к азиатской кухне, компания производит свой первый вок.

### 1995 — настоящее время
Этот период в развитии Le Creuset ознаменован расширением филиальной сети по всему миру (Гонконг, Швейцария, Бразилия, Южная Африка, Испания…).
Присутствие на международном рынке постепенно начинает оказывать влияние и на ассортимент выпускаемой продукции. Появляются традиционные блюда, жаровни и кастрюли, используемые в самых разных уголках мира (испанский пуэбло, индийский карахи, марокканский тажин и другие).
Расширяется и цветовая палитра выпускаемой продукции. Появляются новые цветовые решения: серый с кремовым, шоколадный с фисташковым и т. д.…
Постепенно компания наращивает производство, и в период с 1999 по 2003 годы было произведено обновление производственных мощностей, связанное с установкой современного оборудования для литейного производства.
Помимо традиционной продукции из чугуна, компания под своей торговой маркой выводит на рынок целую гамму товаров для кухни. Это и эмалированные чайники, и посуда из керамики, и лопаточки из силикона, и наборы текстильной продукции, и многое другое.